# Cerreto di Spoleto
Cerreto di Spoleto es una localidad y comune italiana de la provincia de Perugia, región de Umbría, con 1.158 habitantes.

## Evolución demográfica
| Gráfica de evolución demográfica de Cerreto di Spoleto entre 1861 y 2001 |
|                                                                          |
| Fuente ISTAT - elaboración gráfica de Wikipedia                          |